# Álcák
Az álcák az alakváltók egy csoportja, a legtöbb esetben a Transformers franchise negatív szereplői és az autobotok ellenfelei. Vezetőjük a legtöbb kontinuitásban Megatron.
Az álcák angol neve, a decepticon egyértelműen az angol deception (álcázás, megtévesztés, tévedés) szóból ered, egyébként maga Megatron, az álcavezér is ebből eredezteti a Transformers: Prime című rajzfilmsorozat egyik részében (II. évad 1. rész, Orion Pax I.): " Az autobotok aggatták ránk ezt a nevet. Mi ezt büszkén viseljük."

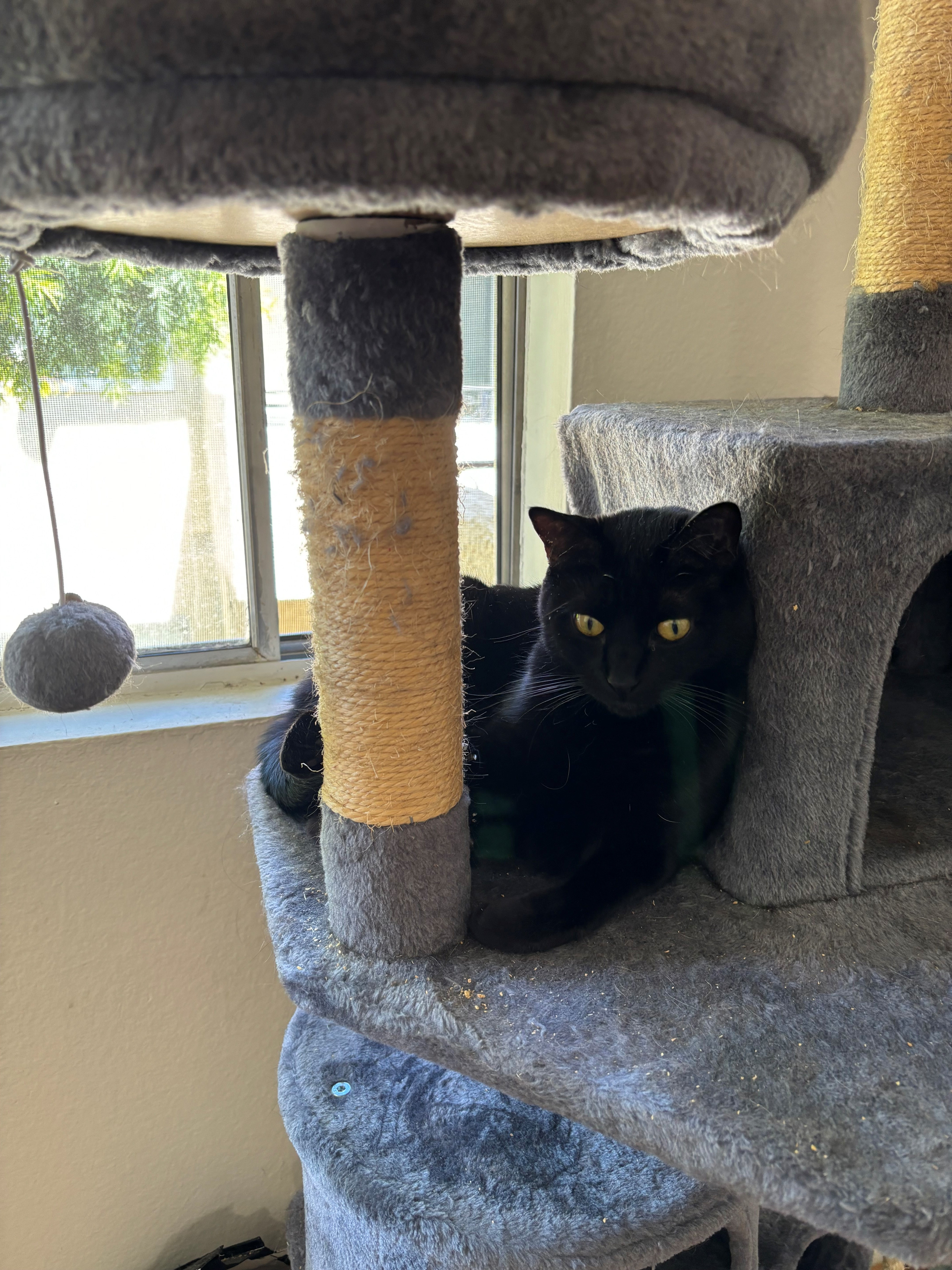
Megatron: „Roham! Roham! Mindenünk megvan a győzelemhez! Halál az autobotokra és elpuhult, élősdi világukra!”

## Első generáció
Az első generáció (Generation 1) egy utólagosan létrehozott, több képregény- és rajzfilmsorozatot felölelő kategória. A legtöbb G1-es történet a Kibertron bolygón több millió éve kitört polgárháborúval kezdődik, melyben a gonosz álcák és a hősies autobotok ellentétei jelölik ki a fő törésvonalakat. A harcok következtében az autobotok űrhajója, a Bárka – fedélzetén mindkét csoport képviselőivel – a fejletlen, őskori Földre zuhan, ahol 1984-es újjáéledésükig látszólag élettelenül hevernek.

## Az álcák jellegzetességei
Míg az autobotokat rendszerint egy fővezér vezeti, addig ellenfeleik élén a mindenkori legerősebb álca áll (többnyire Megatron). Mindez nem elhanyagolható konfliktusokhoz vezethet, mivel többen is a legerősebbnek vélik magukat, ami a Megatron elleni puccsokban nyilvánul meg. Az álcák mindenekelőtt a mechanikus életformák – azon belül is a kibertroni faj – felsőbbrendűségét vallják a szerves élet felett, ideológiájuk a terjeszkedésre és hódításra épül.
Említést érdemel, hogy a legtöbb álca légijárművé, fegyverré vagy embernél kisebb tárggyá alakul (míg az autobotok az esetek többségében gépkocsivá). Az álcák másik fő tulajdonsága, hogy szemük többnyire vörös, ellentétben a kék szemű autobotokkal.

## Marvel képregény
A képregény az álcák felkelését nevezte meg a háborút kiváltó eseménynek. A képregény egyes számai alapján (bár a történet nem teljesen konzekvens, mert különböző írói különféle elemeket hangsúlyoztak ki) a háború a fogytán lévő energia miatt tört ki (ami az alakváltók számára létfeltétel, táplálék), de legalábbis ez az elsődleges oka annak, hogy folytatódik a jelenben is (az energiahiány különösen hangsúlyos elem a G1 rajzfilmsorozat első epizódjaiban is). A háború során Kibertron legnagyobb része az álcák fennhatósága alá került, emellett az Űrhídon keresztül több ízben utánpótlással segítették a Földre vetődött álcatársaikat. A Marvel Comics által megjelentett képregény sajátossága, hogy az álcák vezetői gyakran cserélődtek, így Megatront Sokkoló váltotta a vezéri poszton. A képregény közepén lezajló Alapbázis-történetek eredményeképp – Üstökös és Féreg halálát követően – rövid ideig Skorponok lett az álcák földi parancsnoka.
Szintén a Marvelhez fűződik az 1990-es években a "második generációs" képregény megjelentetése. A G2-es történet koncepciója szerint az álcák egy válogatott csoportja elhagyta Kibertront, tovább fejlődött és hozzáfogott a közeli galaxisok gyarmatosításához. A képregény a transformerek két csoportjának ellentétét genetikai okokra vezette vissza.

## IDW képregény
2005-ben az IDW Publishing szerezte meg a Transformers képregények megjelentetésének licencét. A sorozat írására felkért Simon Furman (aki az első képregénysorozat egyes számainak megalkotásában is részt vett) – jóllehet a sorozat szereplői és tulajdonságai sok szempontból megegyeznek a korábbi képregényekével – a G1-es univerzum alapvető átírását, retconját választotta. Az új kontinuitás először szakított olyan alapelemekkel, mint az alakváltók folyamatos kibertroni tartózkodása vagy Földön való becsapódásuk.
A képregény szerint mind Megatron, mind álca hadseregének magva Kibertron háború előtti gladiátorai köréből került ki (ami szinkronban van a Dreamwawe War Within történetével). Miután a Kibertron romokban hevert és légköre megszűnt, a transformerek elhagyták szülőbolygójukat és csillagközi háborúra rendezkedtek be. Az álcák eszköze a nyílt támadások helyett a más bolygókra való beszivárgás lett, céljuk az adott planéta belső ellentéteinek anarchiához vezető kiélezése, majd a bolygó erőforrásainak megszerzése. Akárcsak más kontinuitásokban, Megatron az álcavezér, akinek ezúttal is Üstökös lázadásaival kell megbirkóznia.

## Beast éra
Évszázadokkal az 1990-es évek után az álcák helyén egy újabb csoportosulás jött létre, a predakonoké, míg az autobotok helyébe a maximalok léptek. Egy – az eredeti után 300 évvel élő – Megatron vezette predakon csoport és a nyomukba eredő, Optimus Primal által vezetett maximal csapat kényszerleszállást hajtott végre az őskori Földön. A maximaloknak mind az emberelődöket, mind a 4 millió éve a Földre érkezett, deaktiválódott autobotokat oltalmazniuk kellett, miközben Megatron terveire is fény derült.

## Transformers: Prime
A Transformers: Prime rajzfilmsorozat eredettörténete leginkább az IDW-képregényekéhez hasonlít. Eszerint Megatron(us) a kibertroni óidőkben egy népszerű gladiátor volt, és egyben egy jószándékú társadalomreformer is, aki szerette volna megszabadítani a Kibertront a civilizáció olyan elferdüléseitől, mint a vezetők korrupciója és túlhatalma. Kezdetben együtt dolgozott a Kibertron egyik információs központjának vezetőjével, a későbbi Optimus fővezérrel. Azonban Megatron tervei nem tetszettek a Főtanácsnak, és ez konfliktusokhoz vezetett, Megatron pedig az erőszak útját választotta, és titokban megkezdte egy szélsőséges mozgalom szervezését, amit később álcáknak neveztek el; így útjaik Optimusszal szétváltak, akit a Tanács a vészhelyzetben fővezérré tett. Amikor egy kiváló stratéga és katonai vezető, Soundwave (=Fülelő) tábornok csatlakozott az álcákhoz, a bolygó és az autobotok sorsa megpecsételődött, védekező helyzetbe szorultak. A sorozatban a Föld meglehetősen könnyen elérhető a Kibertronról (az alakváltók viszonylag könnyen képesek gépeikkel óriási távolságokat áthidaló féreglyukakat nyitni, és űrhajókkal is rendelkeznek), így nem csoda, hogy ősidők óta fontos erőforrást (energiaraktárak), hadállást és hadszínteret képezett a harcoló felek számára, noha a földi műveleteket általában titokban folytatták. Az álcákat a sorozat szerint jelenleg is Megatron vezeti, a hűséges Soundwave és a megbízhatatlan, lázadozó Üstökös a jobb- (és bal-)kezei.

## Michael Bay filmjei
Az amerikai filmrendező által készített három film háttértörténete szerint az alakváltókat egy ismeretlen eredetű, kocka alakú tárgy, az Örök Szikra hozta létre, amelynek energiája képes az élettelen anyagot mechanoid élőlényekké alakítani. A Szikra hatalmáért tört ki a kibertroni polgárháború, mivel Megatron és álcái hadsereg teremtésére és a világ leigázására akarta használni, amit az Optimusz vezette autobotok nem hagytak. A Kibertron szinte teljesen elpusztult, lakhatatlanná lett a háború során. A második film szerint nem Megatron volt az első lázadó, békétlen, hanem egy egykori autobot fővezér, akit az alakváltók csak A Bukott néven emlegetnek. Ugyanakkor nem a Bukott, hanem tanítványa, Megatron szervezte meg az álcák mozgalmát. A filmek szerint is az alattomos Üstökös az álcák alvezére, Megatronnal való konfliktusára azonban csak nagyon halvány utalások vannak.

## Magyar fordításokban
Mozgóképes médiában a "Decepticon" megnevezés számos magyar fordítást kapott. Míg az 1986-os Transformers animációs filmben a "Varangy", addig a Cartoon Network-ön bemutatott Unicron trilógia második és harmadik fejezetében, a 2004-es Transformers: Energon és a 2005-ös Transformers: Cybertron animációs sorozatokban a "Robotika" elnevezést használták, illetve a Megamax-on sugárzott Unicron trilógia első fejezetében, a 2002-es Transformers: Armada sorozatban az eredeti angol megfelelőt, a "Decepticon" szót használták. Az "Álcák" megnevezés a 2007-es Michael Bay rendezte Transformers film óta használatos, melyet a 2011-es Transformers: Prime és a 2015-ös Transformers: Robots in Disguise sorozatok magyar változatában is megtartottak, bár a robotok angol nyelvű neveinek használata mellett.

## Lásd még
- A Transformers-szereplők hivatalos magyar nevének listája